# ジャンドメニコ・メスト
ジャンドメニコ・メスト（Giandomenico Mesto, 1982年5月25日 - ）は、イタリア・モノーポリ出身の元サッカー選手。現役時代のポジションはDF。元イタリア代表。

## 経歴

### クラブ
南部にあるレッジーナ・カルチョの下部組織出身で、各年代のイタリア代表に選出された。レッジーナでは2002年から2005年まで、中村俊輔のチームメートでもあった。2006-07シーズンにはワルテル・マッツァーリ監督の指導の下、左サイドのフランチェスコ・モデストと共にサイド攻撃を支える。その活躍が認められインテル・ミラノも関心を示す程であったが、出場機会を得る事を優先したメストは中堅クラブのウディネーゼ・カルチョへ移籍。ウディネーゼの攻撃サッカーを支え、次いでジェノアCFCに移籍し、着実な成長を見せていた。一方で、戦術的柔軟性に欠ける嫌いがあり、2011-12シーズンからアルベルト・マレザーニ監督に変わった影響もあり、システムがメストが得意とする3バックから4バックに変更されたことで、出場機会がやや減少した。
2012-13シーズンはジェノアでのリーグ戦・カップ戦1試合ずつの出場を経て、恩師マッツァーリ監督率いるSSCナポリに移籍。
2015年12月31日、ギリシャ・スーパーリーグのパナシナイコスFCと2017年6月までの契約を結んだ。2017年6月、契約満了につき退団し現役を引退した。

### 代表
2004年アテネオリンピック代表に選出され、ダニエレ・デ・ロッシ、アルベルト・ジラルディーノらと共に銅メダルを獲得。イタリア代表には2005年より選出されている。

## 所属クラブ
- レッジーナ・カルチョ 1998-2000、2002-2008
- USクレモネーゼ 2000-2001
- フェルマーナ・カルチョ 2001-2002

→ ウディネーゼ・カルチョ (Loan) 2007-2008
- ジェノアCFC 2008-2012
- SSCナポリ 2012-2015
- パナシナイコスFC 2016-2017

## タイトル

### クラブ
ナポリ
- コッパ・イタリア : 2013-14
- スーペルコッパ・イタリアーナ : 2014

### 代表
イタリア U-21
- UEFA U-21欧州選手権 : 2004